# Zapp Zapp
Zapp Zapp er en dansk musikgruppe i genren funk, soul og pop. Bandet havde kontrakt med Mega Records i 1990'erne. 
Bandet blev gendannet i juni 2017 efter at de ikke havde stået på scenen sammen siden 1994. Comeback-koncerten foregik foran 20.000 mennesker i Tivoli i København, i øvrigt sammen med Danseorkesteret. Efterfølgende optrådte Zapp Zapp på Aarhus Festuge. 
Foruden Erann DD på vokal er lineup: Tue Röh på keyboard, Søren Nørup på guitar, Jakob Christensen på bas og så har Birk Nevel overtaget Anders Schumanns plads bag trommesættet. 

## Medlemmer
- Erann DD: Vokal
- Tue Röh: Keyboard
- Søren Norup: guitar
- Jacob Christensen: El-bas
- Anders P. Schumann: trommer

## Diskografi
- What Does Fish Is...? (1992)
- You Better Believe (1993)